# Spectre d'un opérateur linéaire
Pour les articles homonymes, voir Spectre.
En mathématiques, plus précisément en analyse fonctionnelle, le spectre d'un opérateur linéaire sur un espace vectoriel topologique est l'ensemble de ses valeurs spectrales. En dimension finie, cet ensemble se réduit à l'ensemble des valeurs propres de cet endomorphisme, ou de sa matrice dans une base.
En théorie des opérateurs (en) et en mécanique quantique, la notion de spectre s'étend aux opérateurs non bornés fermés.

## Spectre d'un élément d'une algèbre de Banach
Soit {\displaystyle {\mathcal {A}}} une algèbre de Banach unifère sur le corps des nombres complexes. Le spectre d'un élément {\displaystyle x} de {\displaystyle {\mathcal {A}}}, noté {\displaystyle \sigma (x)}, est l'ensemble des nombres complexes {\displaystyle \lambda } pour lesquels l'élément {\displaystyle r(\lambda ,x):=\lambda 1_{\mathcal {A}}-x} n'admet pas d'inverse dans {\displaystyle {\mathcal {A}}}.

### Exemples
- Si {\displaystyle x} est un idempotent (c'est-à-dire {\displaystyle x^{2}=x}) différent de 0 et 1, alors {\displaystyle \sigma (x)=\{0,1\}.}
- Si {\displaystyle f} est une fonction entière alors {\displaystyle \sigma (f(x))=f(\sigma (x))} : c'est le théorème de l'application spectrale. La preuve est élémentaire dans deux cas particuliers :
  - Dans le cas où {\displaystyle {\mathcal {A}}} est l'algèbre {\displaystyle {\mathcal {M}}_{n}(\mathbb {C} )}, il suffit de trigonaliser la matrice {\displaystyle x}.
  - Dans le cas où {\displaystyle f} est un polynôme[1], il suffit, pour un complexe {\displaystyle \mu } fixé, d'appliquer à {\displaystyle x} le polynôme {\displaystyle f-\mu } sous forme factorisée pour voir que {\displaystyle \mu \in \sigma (f(x))} équivaut à {\displaystyle f^{-1}(\{\mu \})\cap \sigma (x)\neq \varnothing } donc à {\displaystyle \mu \in f(\sigma (x)).}

## Spectre d'un opérateur linéaire borné
On définit le spectre d'un opérateur borné sur un espace de Banach complexe X comme son spectre lorsqu'on considère cet opérateur comme étant un élément de l'algèbre de Banach {\displaystyle {\mathcal {B}}(X)} des opérateurs bornés sur X.
Plus explicitement, si on note par {\displaystyle I} l'application identité de {\displaystyle X}, qui est l'élément unité de {\displaystyle {\mathcal {B}}(X)}, alors le spectre de l'opérateur linéaire borné {\displaystyle T:X\to X} est l'ensemble {\displaystyle \sigma (T)} des nombres complexes {\displaystyle \lambda } pour lesquels  l'opérateur {\displaystyle R(\lambda )=\lambda I-T} n'admet pas d'opérateur inverse borné.

### Propriétés
En appliquant le théorème de Liouville (version vectorielle) à sa résolvante, on montre que tout  opérateur borné sur un espace de Banach complexe a un spectre non vide (alors qu'il peut n'avoir aucune valeur propre comme, sur l'espace de Hilbert L2(ℝ), l'opérateur unitaire U défini  par Uf(t) = eitf(t) ou l'opérateur hermitien H défini par Hf(t) = f(t)/(1 + |t|) ou encore, sur L2([0, 1]), l'opérateur compact de Volterra). C'est donc via cette notion de spectre qu'on généralise le fait que tout endomorphisme d'un espace vectoriel complexe de dimension finie (ou toute matrice carrée à coefficients complexes) admet des valeurs propres.